# Cyclosorus angustipinnatus
Cyclosorus angustipinnatus là một loài dương xỉ trong họ Thelypteridaceae. Loài này được C.Chr. & Tardieu ex Tardieu mô tả khoa học đầu tiên năm 1941.
Danh pháp khoa học của loài này chưa được làm sáng tỏ. 